# Cornelis van Bol'es (1658-1735)
Cornelis Harmensz van Bol'es (Bolnes, 1658 - Schiedam, 12 november 1735) was stadstimmerman van Schiedam vanaf 1690 en stadsarchitect vanaf 1694 tot 1724. Hij werd gedoopt te Ridderkerk op 13 oktober 1658.

## Leven en werk
Cornelis van Bol'es was afkomstig uit het oorspronkelijk uit Krimpen afkomstige geslacht van timmerlieden Van Bol'es. Hij was de zoon van Harmen Cornelisz van Bol'es (ca.1635-na 1708) en Marighje Huijgen van der Waal (?-1674). Hij trouwde zelf op 31 oktober 1683 in Amsterdam met Annetie Samuels (weduwe van Simon Fredrix Brouwer), hertrouwde op 19 september 1688 in Amsterdam met Annetje Barents Kock (1655-1699; weduwe van Pieter Vos) en hertrouwde nogmaals op 28 juni 1699 in Schiedam met Margaretha Ariens van Crimpen (?-1756). Uit beide laatste huwelijken kreeg hij veertien kinderen, daarvan overleden er zeven op jonge leeftijd.
Cornelis' vader had zich als timmerman in het dorpje Bolnes gevestigd, vandaar de geslachtsnaam. Cornelis wordt genoemd als molenmaker in de Wijdewormer in 1688 en kreeg in 1689 het poorterschap van Amsterdam. In 1690 werd hij aangesteld als stadstimmerman in Schiedam, vanaf 1694 was hij de stadsarchitect. Deze functie droeg hij in 1724 over aan zijn vierde zoon Arij van Bol'es (1695-1776); diens afstammelingen zouden nog tot 1827 de stadsarchitecten leveren. Zijn oudste zoon Harmen van Bol'es (1689-1764) trad in 1713 in dienst van tsaar Peter de Grote van Rusland als bouwmeester te Sint-Petersburg; zijn tweede zoon Barent van Bol'es (1690-1767) werd hoofdman van het stedelijke huistimmermansgilde.

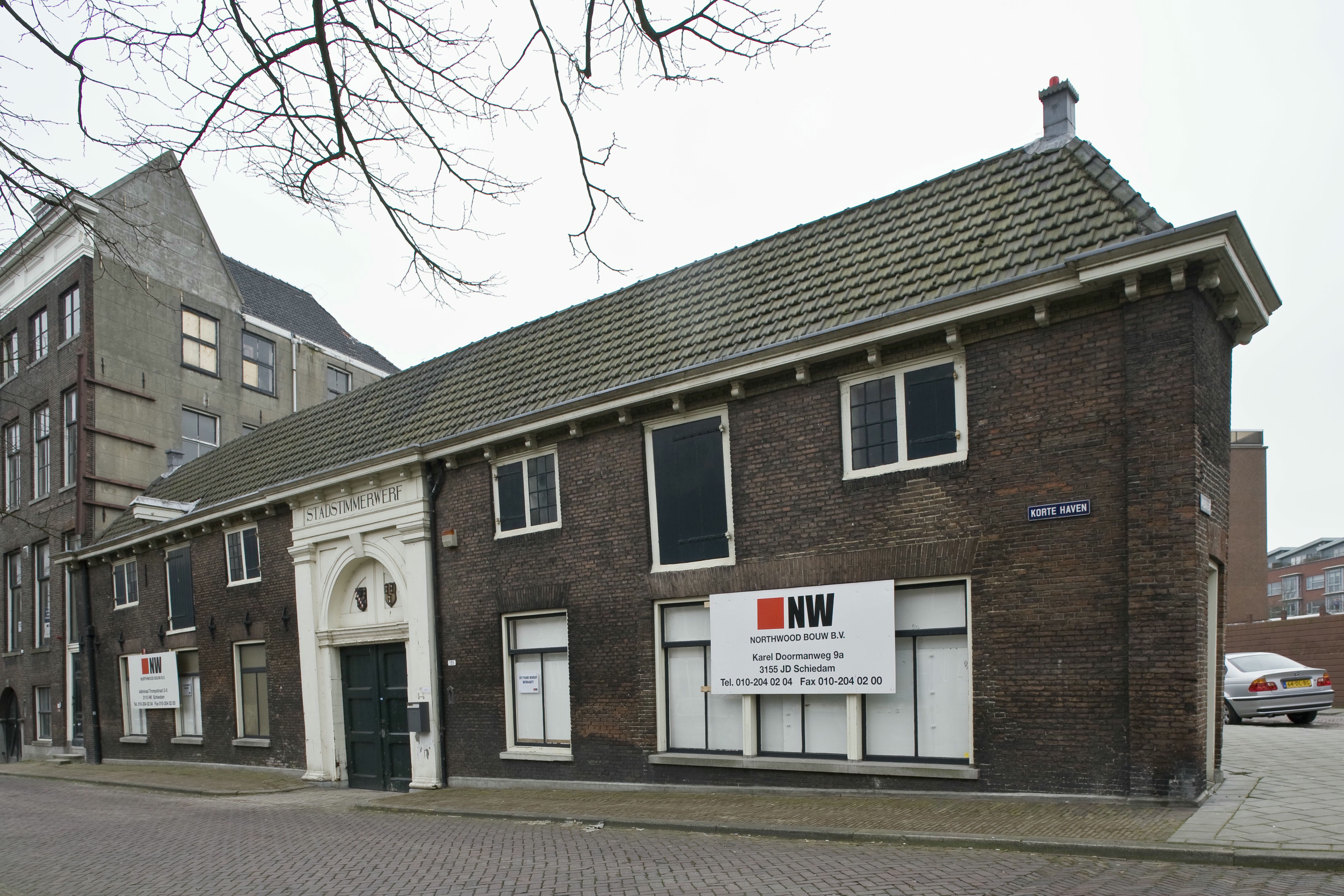
De Stadstimmerwerf aan de Korte Haven in Schiedam in 2009

Het enige nog bekende gebouw van Cornelis van Bol'es in Schiedam is de Stadstimmerwerf aan de Korte Haven.
Cornelis van Bol'es ligt begraven in de Grote of St. Janskerk te Schiedam.